# Basket Trapani 2007-2008
Questa voce raccoglie le informazioni riguardanti il Basket Trapani nelle competizioni ufficiali della stagione 2007-2008.

## Verdetti stagionali
Competizioni nazionali
- Serie B d'Ecc.:

stagione regolare: 2ª su 14 squadre nel Girone B;
Play-off: Finale;
Coppa Italia LNP: Finale

## Stagione
Il Basket Trapani 2007-2008 ha preso parte al campionato di Serie B d'Eccellenza. Era sponsorizzato dalla Banca Nuova.
Si è classificato al 2007-08 2º posto della serie B1 Girone B, eliminata finale play-off da Brindisi.

## Divise di gioco
Il fornitore ufficiale di materiale tecnico per la stagione 2007-2008 è Macron.
| Casa | Trasferta |

## Organigramma societario
Area dirigenziale
- Presidente: Andrea Magaddino
- Vice Presidente e Dirigente responsabile: Vincenzo Favara
- Segretario: Gaspare Fanara
- Direttore sportivo: Giuseppe Barbara
- Team Manager: Andrea Burgarella
- Dirig. accompagnatore: Mino Poma
- Addetto Stampa: Angelo Indelicato

Area tecnica
- Allenatore: Gianluca Tucci
- Vice allenatore: Flavio Priulla
- Scorer: Massimo Cardillo
- Addetto statistiche: Roberto Noya
- Medico: Salvatore De Caro
- Massaggiatore: Walter Stabile
- Preparatore atletico: Oscar Tipa

## Roster
| Basket Trapani 2007-2008 | Basket Trapani 2007-2008 |
| Giocatori                | Staff tecnico            |
| ------------------------ | ------------------------ |

| N. | Naz.                                      | Ruolo | Nome                              | Anno | Alt.   | Peso   |  |
| -- | ----------------------------------------- | ----- | --------------------------------- | ---- | ------ | ------ |  |
| 4  | Italia (bandiera)                         | P     | Davide Virgilio (C)               | 1972 | 180 cm | 70 kg  |  |
| 5  | Montenegro (bandiera) · Italia (bandiera) | PG    | Dusan Stijepovic                  | 1988 | 192 cm |        |  |
| 6  | Italia (bandiera)                         | P     | Diego Felice                      | 1990 | 183 cm |        |  |
| 7  | Italia (bandiera)                         | C     | Damiano Verri                     | 1985 | 207 cm | 100 kg |  |
| 8  | Italia (bandiera)                         | G     | Marco Caprari                     | 1976 | 193 cm |        |  |
| 9  | Italia (bandiera)                         | C     | Andrea Camata                     | 1973 | 215 cm | 132 kg |  |
| 10 | Italia (bandiera)                         | PG    | Gennaro Tessitore                 | 1982 | 193 cm | 93 kg  |  |
| 11 | Italia (bandiera)                         | AC    | Andrea Gennari                    | 1984 | 208 cm |        |  |
| 12 | Argentina (bandiera) · Italia (bandiera)  | A     | Maximiliano Reale                 | 1973 | 204 cm | 92 kg  |  |
| 13 | Lettonia (bandiera) · Italia (bandiera)   | A     | Gints Antrops                     | 1982 | 202 cm | 103 kg |  |
| 14 | Italia (bandiera)                         | A     | Cristiano Grappasonni (dal 02/08) | 1972 | 204 cm | 96 kg  |  |
| 16 | Italia (bandiera)                         | P     | Antonio Pace                      | 1992 | 184 cm |        |  |
| 17 | Italia (bandiera)                         | GA    | Andrea Leone                      | 1991 | 195 cm |        |  |
| 18 | Italia (bandiera)                         | G     | Giuseppe Magaddino                | 1990 | 188 cm |        |  |
| 19 | Italia (bandiera)                         | C     | Francesco Pellegrino              | 1991 | 210 cm | 119 kg |  |
| 20 | Italia (bandiera)                         | P     | Vincenzo Mollura                  | 1990 | 188 cm |        |  |
| -  | Italia (bandiera)                         | P     | Salvatore Duccamelia              | 1992 | 180 cm |        |  |

| Allenatore                                                          |
| Gianluca Tucci                                                      |
| Assistente/i                                                        |
| Flavio Priulla Legenda - (C) Capitano - (IN) Inattivo - Infortunato |

## Mercato

### Sessione estiva
| Arrivi           | Arrivi               | Arrivi            |
| R                | Nome                 | da                |
| ---------------- | -------------------- | ----------------- |
| P                | Dusan Stijepovic     | Casalpusterlengo  |
| G                | Marco Caprari        | N.B. Brindisi     |
| C                | Damiano Verri        | NMJC Thunderbirds |
| C                | Andrea Camata        | N.B. Brindisi     |
| Altre operazioni |                      |                   |
| R                | Nome                 | da                |
| P                | Salvatore Duccamelia | Basket Mazara     |
| A                | Andrea Leone         | Set. giovanile    |

| Partenze         | Partenze              | Partenze         |
| R                | Nome                  | a                |
| ---------------- | --------------------- | ---------------- |
| G                | Martin Colussi        | Pall. Pavia      |
| C                | Claudio Acunzo        | Gragnano Basket  |
| A                | Damiano Faggiano      | Modena Basket    |
| Altre operazioni |                       |                  |
| R                | Nome                  | a                |
| G                | Marco Ottocento       | Effe 2000 Genova |
| C                | Marco Castagna        | Free agent       |
| A                | Pierfrancesco Malizia | Free agent       |
| A                | Giuseppe Garraffa     | Free agent       |
| G                | Salvatore Poma        | Free agent       |

### Operazioni esterne alla sessione
| Arrivi | Arrivi                | Arrivi      |
| R      | Nome                  | da          |
| ------ | --------------------- | ----------- |
| A      | Cristiano Grappasonni | Juvecaserta |

| Partenze | Partenze | Partenze |
| R        | Nome     | a        |
| -------- | -------- | -------- |
|          |          |          |

## Risultati

### Campionato

#### Girone di andata
| Arbitri: | Nicola Beneduce Luigi Gaudino |

|                      |            |                     |
| Rizzitiello, Riva 17 | Punti      | 24 Tessitore        |
| Gullo 7              | Assist     | 1 Virgilio, Caprari |
| Gullo 7              | Rimbalzi   | 10 Camata           |
| Giuseppe Sidoti      | Allenatori | Gianluca Tucci      |

| Arbitri: | Amedeo Di Francia Gianluca Gagliardi |

|                |            |              |
| Gianluca Tucci | Allenatori | Franco Ciani |

| Arbitri: | Luigi Morante Pasquale Pecorella |

|               |            |                |
| Marco Schiavi | Allenatori | Gianluca Tucci |

| Arbitri: | Marco Pisoni Nicola Ranaudo |

|                 |            |                |
| Andrea Da Prato | Allenatori | Gianluca Tucci |

| Arbitri: | Daniele Turbati Stefano Gadda |

|                |            |                      |
| Gianluca Tucci | Allenatori | Francesco Ponticello |

| Arbitri: | Claudio Di Toro Guido Federico Di Francesco |

|               |            |                |
| Andrea Zanchi | Allenatori | Gianluca Tucci |

| Arbitri: | Giovanni Auriemma Corrado Triffiletti |

|                |            |                   |
| Gianluca Tucci | Allenatori | Stefano Michelini |

| Arbitri: | Luigi Gasparri Paolo Flammini |

|                 |            |                |
| Stefano Salieri | Allenatori | Gianluca Tucci |

| Arbitri: | Mauro Ceratto Marco Ce' |

|                |            |                 |
| Gianluca Tucci | Allenatori | Adriano Furlani |

| Arbitri: | Enrico Bartoli Denis Quarta |

|                      |            |                |
| Giampaolo Di Lorenzo | Allenatori | Gianluca Tucci |

| Arbitri: | Roberto Biasini Nicola Ranaudo |

|                |            |               |
| Gianluca Tucci | Allenatori | Paolo Moretti |

| Arbitri: | Matteo Degobbis Antonio Migotto |

|                  |            |                |
| Riccardo Paolini | Allenatori | Gianluca Tucci |

| Arbitri: | Marco Sivieri Michele Capurro |

|                |            |                  |
| Gianluca Tucci | Allenatori | Roberto Miriello |

#### Girone di ritorno
| Arbitri: | Barbara La Rocca Gianguido Vanni Degli Onesti |

|                |            |                 |
| Gianluca Tucci | Allenatori | Giuseppe Sidoti |

| Arbitri: | Pierantonio Riosa Giancarlo Borrelli |

|              |            |                |
| Franco Ciani | Allenatori | Gianluca Tucci |

| Arbitri: | Vincenzo Volpe Paolo Benatti |

|                |            |                      |
| Gianluca Tucci | Allenatori | Marcello Ghizzinardi |

| Arbitri: | Enrico Bartoli Denis Quarta |

|                |            |            |
| Gianluca Tucci | Allenatori | Marco Rota |

| Arbitri: | Roberto Vaccarini Emiliano Binda |

|                      |            |                |
| Francesco Ponticello | Allenatori | Gianluca Tucci |

| Arbitri: | Nicola Beneduce Marco Ce' |

|                |            |               |
| Gianluca Tucci | Allenatori | Andrea Zanchi |

| Arbitri: | Paolo Cherbaucich Matteo Boninsegna |

|                   |            |                |
| Stefano Michelini | Allenatori | Gianluca Tucci |

| Arbitri: | Giovanni Auriemma Francesco Di Giambattista |

|                |            |                 |
| Gianluca Tucci | Allenatori | Stefano Salieri |

| Arbitri: | Luigi Morante Alessio Fabiani |

|                 |            |                |
| Adriano Furlani | Allenatori | Gianluca Tucci |

| Arbitri: | Alberto Maria Scrima Mauro Moretti |

|                |            |                      |
| Gianluca Tucci | Allenatori | Giampaolo Di Lorenzo |

| Arbitri: | Mauro Ceratto Pierpaolo Canestrelli |

|                      |            |                |
| Giovanni Perdichizzi | Allenatori | Gianluca Tucci |

| Arbitri: | Fabrizio Paglialunga Corrado Triffiletti |

|                |            |                  |
| Gianluca Tucci | Allenatori | Riccardo Paolini |

| Arbitri: | Amedeo Di Francia Dario Morelli |

|                  |            |                |
| Roberto Miriello | Allenatori | Gianluca Tucci |

#### Play-off

##### Quarti di finale
| Sant'Antimo 27 aprile 2008, ore 18:00 gara 1   | Sant’Antimo | 75 – 80        | Basket Trapani | Palazzetto dello Sport (~ spett.) |
| Francesco Ponticello Allenatori Gianluca Tucci |             |                |                |                                   |
|                                                |             |                |                |                                   |
| Francesco Ponticello                           | Allenatori  | Gianluca Tucci |                |                                   |

| Trapani 1 maggio 2008, ore 18:00 gara 2        | Basket Trapani | 72 – 69              | Sant’Antimo | Palallio (~ spett.) |
| Gianluca Tucci Allenatori Francesco Ponticello |                |                      |             |                     |
|                                                |                |                      |             |                     |
| Gianluca Tucci                                 | Allenatori     | Francesco Ponticello |             |                     |

- Esito:

Basket Trapani vince la serie per 2 a 0

##### Semifinale
| Trapani 11 maggio 2008, ore 18:00 gara 1  | Basket Trapani | 74 – 62         | Virtus Siena | Palallio (~ spett.) |
| Gianluca Tucci Allenatori Stefano Salieri |                |                 |              |                     |
|                                           |                |                 |              |                     |
| Gianluca Tucci                            | Allenatori     | Stefano Salieri |              |                     |

| Trapani 13 maggio 2008, ore 21:15 gara 2  | Basket Trapani | 79 – 76         | Virtus Siena | Palallio (~ spett.) |
| Gianluca Tucci Allenatori Stefano Salieri |                |                 |              |                     |
|                                           |                |                 |              |                     |
| Gianluca Tucci                            | Allenatori     | Stefano Salieri |              |                     |

| Siena 15 maggio 2008, ore 18:00 gara 3    | Virtus Siena | 71 – 77        | Basket Trapani | PalaPerucatti (~ spett.) |
| Stefano Salieri Allenatori Gianluca Tucci |              |                |                |                          |
|                                           |              |                |                |                          |
| Stefano Salieri                           | Allenatori   | Gianluca Tucci |                |                          |

- Esito:

Basket Trapani vince la serie per 3 a 0

##### Semifinale spareggio
| Treviglio 29 maggio 2008, ore 21:00 gara 1                                | Treviglio  | 83 – 69 (16–10; 30–22; ??-??) | Basket Trapani | PalaFacchetti (~ spett.) |
| Gori 22 Punti 23 Grappasonni Guglielmo Roggiani Allenatori Gianluca Tucci |            |                               |                |                          |
|                                                                           |            |                               |                |                          |
| Gori 22                                                                   | Punti      | 23 Grappasonni                |                |                          |
| Guglielmo Roggiani                                                        | Allenatori | Gianluca Tucci                |                |                          |

| Trapani 1 giugno 2008, ore 18:00 gara 2                                      | Basket Trapani | 107 – 70 (27-18; 54-35; 83-59) | Treviglio | Palallio (3000~ spett.) |
| Caprari 33 Punti 16 Rossi, Gori Gianluca Tucci Allenatori Guglielmo Roggiani |                |                                |           |                         |
|                                                                              |                |                                |           |                         |
| Caprari 33                                                                   | Punti          | 16 Rossi, Gori                 |           |                         |
| Gianluca Tucci                                                               | Allenatori     | Guglielmo Roggiani             |           |                         |

- Esito:

Basket Trapani - Blu Basket 1971 Treviglio 176-153

##### Finale spareggio
| Trapani 5 giugno 2008, ore 18:00 gara 1        | Basket Trapani | 79 – 76              | N.B. Brindisi | Palallio (~ spett.) |
| Gianluca Tucci Allenatori Giovanni Perdichizzi |                |                      |               |                     |
|                                                |                |                      |               |                     |
| Gianluca Tucci                                 | Allenatori     | Giovanni Perdichizzi |               |                     |

| Brindisi 8 giugno 2008, ore 18:00 gara 2       | N.B. Brindisi | 79 – 74        | Basket Trapani | PalaPentassuglia (~ spett.) |
| Giovanni Perdichizzi Allenatori Gianluca Tucci |               |                |                |                             |
|                                                |               |                |                |                             |
| Giovanni Perdichizzi                           | Allenatori    | Gianluca Tucci |                |                             |

- Esito:

New Basket Brindisi - Basket Trapani 155-153

### Coppa Italia

#### Summer Cup

##### Girone H
| Trapani 12 settembre 2007, ore 21:00 1ª giornata | Basket Trapani | 76 – 58 referto  | Gaudium Canicattì | Palallio (~ spett.) |
| Gianluca Tucci Allenatori Riccardo Cantone       |                |                  |                   |                     |
|                                                  |                |                  |                   |                     |
| Gianluca Tucci                                   | Allenatori     | Riccardo Cantone |                   |                     |

| Palermo 15 settembre 2007, ore 18:00 2ª giornata | Ares Palermo | 62 – 91 referto | Basket Trapani | Palasport Fondo Patti (~ spett.) |
| Luciano Ministero Allenatori Gianluca Tucci      |              |                 |                |                                  |
|                                                  |              |                 |                |                                  |
| Luciano Ministero                                | Allenatori   | Gianluca Tucci  |                |                                  |

| Patti 19 settembre 2007, ore 19:00 3ª giornata             | Pall. Patti | 73 – 72 referto | Basket Trapani | Palasport Case Nuove Russo (~ spett.) |
| Punti 28 Caprari Giuseppe Sidoti Allenatori Gianluca Tucci |             |                 |                |                                       |
|                                                            |             |                 |                |                                       |
|                                                            | Punti       | 28 Caprari      |                |                                       |
| Giuseppe Sidoti                                            | Allenatori  | Gianluca Tucci  |                |                                       |

| Arbitri: | Ferlisi Luca |

|                  |            |                |
| Birindelli 22    | Punti      | 24 Caprari     |
| Riccardo Cantone | Allenatori | Gianluca Tucci |

| Arbitri: | Guida (Trapani) Nicosia (Trapani) |

|                |            |                   |
| Verri 20       | Punti      | 13 Tempestini     |
| Gianluca Tucci | Allenatori | Luciano Ministero |

| Arbitri: | Guida (Trapani) Nicosia (Trapani) |

|                   |            |                 |
| Caprari, Reale 19 | Punti      | 18 Gilardi      |
| Gianluca Tucci    | Allenatori | Giuseppe Sidoti |

- Esito:

Basket Trapani passa al turno successivo

##### Quarti di finale
| Costa Volpino 5 ottobre 2007, ore 20:00 Quarti di finale | Fulgor Omegna | 91 – 83 referto | Basket Trapani | PalaCBL (~ spett.) |
| Roberto Russo Allenatori Gianluca Tucci                  |               |                 |                |                    |
|                                                          |               |                 |                |                    |
| Roberto Russo                                            | Allenatori    | Gianluca Tucci  |                |                    |

#### Winter cup

##### Semifinale
| Milano 19 marzo 2008, ore 18:00 Semifinale | Basket Trapani | 77 – 51       | Fulgor Omegna | Palalido (~ spett.) |
| Gianluca Tucci Allenatori Roberto Russo    |                |               |               |                     |
|                                            |                |               |               |                     |
| Gianluca Tucci                             | Allenatori     | Roberto Russo |               |                     |

##### Finale
| Milano 20 marzo 2008, ore 18:00 Finale    | Virtus Siena | 88 – 73        | Basket Trapani | Palalido (~ spett.) |
| Stefano Salieri Allenatori Gianluca Tucci |              |                |                |                     |
|                                           |              |                |                |                     |
| Stefano Salieri                           | Allenatori   | Gianluca Tucci |                |                     |